# Carmen Callil
Dame Carmen Thérèse Callil DBE (* 15. Juli 1938 in Melbourne, Victoria, Australien; † 17. Oktober 2022 in London, England) war eine australische Verlegerin, Schriftstellerin und Literaturkritikerin, die fast ihr gesamtes Berufsleben in England verbrachte.
Inspiriert von dem 1972 von Rosie Boycott und Marsha Rowe als Alternative zu den Frauenzeitschriften der damaligen Zeit ins Leben gerufenen feministischen Magazin Spare Rib und überzeugt davon, dass Frauen ihre eigenen Geschichten in die Hand nehmen müssten, weil Leben und Erfahrungen von Frauen von den etablierten Verlagen ignoriert würden, veranlasste Carmen Callil 1973 den Verlag, Virago Press zu gründen, der in Folge die Landschaft des Verlagswesens stark veränderte.
Mit der Gründung von Virago Press 1973 holte sie die bis dahin eher konservative Buchwelt in die Moderne und bot vielen bis dahin vergessenen, vernachlässigten oder unterschätzten Autorinnen eine Plattform.

## Zitat
Rückblickend erklärte Carmen Callil:
“That was the thing – instead of men being the centre of the stage, I just looked at women’s writing and saw the world through their eyes. …. Women should tell their own stories. It was the story of women’s lives not men’s lives. It wasn’t the First World War in the trenches – it was raising children and being married, working on the land or wherever and being poor in a Cambridgeshire village. Virago’s books are ment to celebrate what women have done in the past to illuminate the difficulties they still face and to encourage them to get together to change society in the future. We had to change the world through our concept of how women’s lives should be presented.”
„Darum ging’s [doch] – anstatt Männer in den Mittelpunkt zu stellen, habe ich ausschliesslich auf die Texte von Frauen geschaut und die Welt durch ihre Augen gesehen …. Frauen sollten ihre eigenen Geschichten erzählen. Es ging um die Geschichte der Leben von Frauen, nicht der Leben von Männern. Es war nicht der Erste Weltkrieg in den Schützengräben – es war Kindererziehung und Heirat, Arbeit auf dem Land oder wo auch immer und Armut in einem Dorf in Cambridgeshire. Viragos Bücher sollten würdigen, was Frauen in der Vergangenheit getan haben, um die Schwierigkeiten zu beleuchten, mit denen sie immer noch konfrontiert sind, und um sie zu ermutigen, sich zusammenzutun, um die Gesellschaft in der Zukunft zu verändern. Wir mussten die Welt durch unser Konzept, wie das Leben von Frauen dargestellt werden sollte, verändern.“

## Jugend und Ausbildung
Carmen Thérèse Callil wurde am 15. Juli 1938 in Melbourne als Tochter des Rechtsanwalts und Dozenten Frederick (Alfred Louis) Callil (1899–1947) und dessen Ehefrau Lorraine (Claire Helene) (geb. Allen) (1906–1997) geboren.
Die Familie hatte libanesische und irische Wurzeln.
In ihrem Buch Oh Happy Day hat Carmen Callil die Ursprünge ihrer Familie eingehend untersucht.
Der Großeltern (väterlicherseits) von Carmen Callil, Peter Callil (1863–1942) und seine Frau Henineh (Anna) (geb. Yazbeck) (1869–1945), maronitische Christen, waren aus Bischarri im Libanongebirge nach Australien ausgewandert.
Ihre Urgroßeltern (mütterlicherseits) Ernest Allen (1877–1943) und dessen Ehefrau Teresa (geb. O’Leary) (1832–1923) stammten aus Tipperary bzw. Cork in Irland.
Carmen Callil war das dritte der vier Kinder von Frederick und Lorraine Callil.
Callil wuchs zunächst in einem Haus voller Bücher mit ihren Geschwistern Yvonne (1935–2009), Julian (* 1937) und Adrian (1942–2015) in Melbourne auf.
Carmen war gerade fünf Jahre alt, als ihr Vater an der Hodgkinschen Krankheit erkrankte. Er verstarb als Carmen acht Jahre alt war.
Aufgrund seiner langen Krankheit und der finanziellen Schwierigkeiten nach seinem Tod wurde sie in katholische Klosterinternate (Star of the Sea College und Loreto Mandeville Hall (s. engl. Wiki)) geschickt.
Carmen Callil hasste beide Institutionen und schrieb rückblickend über diese Zeit:
“It was the sort of Catholic convent that should have been in deepest Ireland, but was, in fact, in one of the more elegant suburbs of Melbourne, Australia. There I was sent when I was eight, and from it I was disgorged at 16. The Loreto nuns who educated me were semi-enclosed, which meant no speech from dusk to dawn, Mass every morning at 6.20am, a tomato for supper on Sunday nights and much Irish brown bread the rest of the time. Rules, censorship and silence, and above all a sense of disapproval … And an obsession with sin. What sort of sin? Answers came there none.”
„Es war diese Sorte von katholischem Kloster, das [eigentlich] im tiefsten Irland hätte stehen sollen, aber tatsächlich in einem der elegantesten Vororte von Melbourne stand. Dorthin wurde ich mit acht Jahren geschickt, und von dort wurde ich mit 16 ausgespuckt. Die Loreto-Nonnen, die mich erzogen haben, waren halb-eingeschlossen, was bedeutete, dass sie von der Dämmerung bis zum Morgengrauen nicht sprechen durften. Jeden Morgen um 6.20 Uhr eine Messe, sonntagabends eine Tomate zum Abendessen und ansonsten viel irisches Schwarzbrot. Regeln, Zensur und Schweigen und vor allem ein Gefühl der Missbilligung … Und eine Besessenheit von der Sünde. Was für eine Sünde? Antworten kamen da keine.“
Sie habe sich während ihres gesamten Aufenthalts im Internat „elend und einsam“ gefühlt, sagte Carmen Callil später.
Die Nonnen hätten ihrem Leben jede Freude genommen und ihr unauslöschlich das Gefühl eines rachsüchtigen Gottes, der zuschaut und darauf wartet, dass man stolpert, ‚eingeimpft‘.
Selbst im Erwachsenenleben wurde Callil das Gefühl nicht los, dass „Gott mit einer Sense hinter mir her ist“, sollte sie nicht seiner Meinung sein.
Während ihrer Internatszeit entwickelte sie so auch kein großes Interesse an intellektuellen Leistungen, denn die Nonnen legten größeren Wert darauf, sie zu einer „Lady“ zu erziehen.
„Ich kann mir keine schlechtere Art vorstellen, sein Leben zu verbringen – eine schreckliche Verschwendung.“ (Carmen Callil)
Allerdings nutzte Callil die Ferien, um sich durch die riesige Bibliothek ihres Vaters zu lesen und verschlang Bücher von Charles Dickens, George Meredith und George Bernard Shaw.
Es gab keine Schriftsteller in den Buchregalen ihres Vaters, aber ihre Mutter machte sie mit Autoren wie Willa Cather und Henry Handel Richardson bekannt, (die später von Virago erneut veröffentlicht wurden).
Nach ihrem Schulabschluss studierte sie an der Universität Melbourne Englische Literatur und Australische Geschichte.
Doch auch die Universität brachte keine wirkliche Befreiung.
Callil erschien die Universität wie ein Ghetto; sie fand alles eng, langweilig, provinziell.
Etwas über die Geschichte ihres Landes, ihre Vorfahren zu lernen, war allerdings eine tiefgreifende Erfahrung. Oft saß sie in der Bibliothek und weinte voller Entsetzen wenn sie die schrecklichen Geschichten über die Zwangsdeportationen nach Australien und die dort errichteten Strafkolonien las.
1960 schloss sie ihr Universitätsstudium mit einem Bachelor of Arts in Geschichte und Literatur ab.
Unmittelbar nach ihrem Abschluss ließ sie Australien und ihre Familie hinter sich, reiste nach Europa und verbrachte zunächst einige Zeit in Italien, wo sie Englisch unterrichtete.
Jetzt holte sie die verlorene Zeit nach, kostet, Sex, Freiheit und Partys aus. „Ich war jung und lebhaft und hatte eine wundervolle Zeit“, erinnerte sie sich.
Ganz so wundervoll war diese Zeit dann doch wieder nicht: Eine unglückliche Affäre mit einem verheirateten Mann trieb sie 1962 zu einem Selbstmordversuch.
Als braves katholisches Mädchen, nahm sie an, die Affäre mit einem verheirateten Mann würde sie in der Hölle schmoren lassen.
1964 war sie wieder in London und lebte zunächst in einer Wohngemeinschaft mit anderen Australierinnen.
“It was like something out of a Muriel Spark novel, girls with thin means… We lived in a house on Edith Grove, five girls together, in a small apartment with about 1000 flights of stairs, and we always fell in love and cried in the bathroom.”
„Es war wie aus einem Muriel-Spark-Roman: Mädchen mit wenig Geld … Wir lebten in einem Haus am Edith Grove. Fünf Mädchen, zusammen in einer kleinen Wohnung mit ungefähr 1000 Treppen, und wir haben uns immer [wieder] verliebt und haben im Bad geweint.“
Nach einer Zwischenstation als Verkaufsassistentin beim Kaufhaus Marks & Spencer bekam sie 1965 einen Job in der Werbeabteilung von Hutchinson.
Von 1967 bis 1970 arbeitete sie als Leiterin der Werbeabteilung des Taschenbuchverlags Panther Books und arbeitete danach für Antony Blond (s. engl. Wiki) und André Deutsch.

## Virago
1972 machte sie Werbung für das Magazin Spare Rib, ein feministisches Magazin, das von zwei Journalistinnen, Marsha Rowe, die wie sie selbst in Australien geboren war, und Rosie Boycott, ins Leben gerufen worden war.
Im Gespräch mit Rosie Boycott und Marsha Rowe schlug Callil ein neues Unternehmen vor, das Bücher von und für Frauen herausgeben würde.
Das kleine Unternehmen hieß zunächst Spare Rib Books, wurde aber schon bald zu Virago umbenannt, mit keinem geringeren Anspruch als: “I always wanted to change the world. It simply wasn't good enough.” („Ich wollte die Welt schon immer ändern. Sie war einfach nicht gut genug.“ – Carmen Callil)
In den Anfängen wurde Spare Rib Books bzw. Virago größtenteils aus Callils Einkommen als Publizistin finanziert und von ihrer Wohnung in der Nähe der King's Road aus betrieben.
Das erste Buch des kleinen Verlages war: Fenwomen: A Portrait of Women in an English Village von Mary Chamberlain (s. engl. Wiki) und wurde in Zusammenarbeit mit Naim Attallahs (s. engl. Wiki) Quartett Books veröffentlicht.
Zehn weitere Titel folgten noch im selben Jahr. Unter ihnen My Secret Garden von Nancy Friday, ein Kompendium sexueller Fantasien von Frauen, das in Amerika bereits ein Bestseller war.
Die Buchliste von Virago wuchs ständig. Innerhalb von vier Jahren umfasste das Verlagsprogramm mehr als hundert Titel.
Marsha Rowe und Rosie Boycott stiegen dann bei Virago aus und gingen zu anderen Verlagen. Harriet Spicer; Ursula Owen, Alexandra Pringle und Lennie Goodings, die viele Jahre später Virago leiten würde, wurden Callils neue Partnerinnen.
Callil, Spicer und Owen mussten Hypotheken aufnehmen, um Virago zu finanzieren.

### The Virago Modern Classics
1977 erhielt Carmen Callil vom Autor Michael Holroyd eine Ausgabe von Frost in May, einem 1933 veröffentlichten autobiografischen Roman von Antonia White.
Die Heldin dieses Romans war eine 9-Jährige, die in einer repressiven Klosterschule von Nonnen erzogen worden war. (White hatte die Convent of the Sacred Heart in Roehampton im SW Londons besucht). Carmen Callil erkannte in dem Roman viele frappierende Übereinstimmungen mit ihrer eigenen im Klosterinternat erlittenen Zeit.
„Dieser Roman über ein neunjähriges Mädchen, das in einem englischen Kloster eingeschlossen ist, ist ein Klassiker – wunderbar geschrieben, seine Heldin eine junge Everywoman, die es mit einer autoritären und beängstigenden Gruppe von Erwachsenen zu tun hat, die darauf bestehen, ihren Geist im Namen von Gott zu unterdrücken…. ‚Frost im Mai‘ war meins. Ich musste es neu veröffentlichen.“ (Carmen Callil)
Callil schuf daraufhin die The Virago Modern Classics, eine Bibliothek moderner Klassiker, die sämtlich von Frauen verfasst worden waren.
Callil erklärte später, dass die Lektüre von Antonia Whites Frost im Mai maßgeblich für ihre Entscheidung war, diese neue Reihe in den Buchmarkt einzuführen.
Die Reihe bekam ein grünes Cover – ein geschlechtsneutraler Farbton, im Gegensatz zu Pink oder Blau – die Callil sich „in allen Bücherregalen der Welt“ vorstellte.
Die ersten fünf Titel der The Virago Modern Classics  wurden 1978 veröffentlicht.
Virago publizierte in Folge eine Reihe mit Werken von zu Unrecht in Vergessenheit geratener Schriftstellerinnen, darunter Werke von Jane Austen, George Eliot, Willa Cather, Henry Handel Richardson, Elizabeth Taylor, Elizabeth von Arnim, Edith Wharton und der Geschwister Brontë, aber auch neue Autorinnen wie Marilyn French, Joyce Carol Oates, Eudora Welty, Maya Angelou, Margaret Atwood, Pat Barker und Helen Garner.

## Nach Virago
1982 wurde Callil Herausgeberin bei Chatto & Windus und arbeitete mit Autoren wie A. S. Byatt, Angela Carter, Alan Hollinghurst, David Malouf, Toni Morrison und Marina Warner. Sie war auch die erste Herausgeberin von Hilary Mantel.

## Schriftstellerin
Nachdem sie das Verlagswesen verlassen hatte, hatte Callil eine erfolgreiche Karriere als Schriftstellerin und Literaturkritikerin.
1996 leitete sie den International Booker Prize und veröffentlichte 1999 zusammen mit dem Co-Autor Colm Tóibín The Modern Library: the Best 200 books in English since 1950 (Picador).
Anschließend veröffentlichte sie 2006 das hochgelobte Buch Bad Faith: A Forgotten History of Family & Fatherland (Cape) und 2020 Oh Happy Day: These Times and These Times (Cape).

## Auszeichnungen
- 1989: Distinguished Service Award der International Women’s Writing Guild
- 1994: Ehrendoktorwürde (Hon LittD) der University of Sheffield
- 1995: Ehrendoktorwürde, Doctor of Letters (HonDLitt), von der Oxford Brookes University
- 1995: Ehrendoktorwürde (DUniv) von der University of York
- 1997: Ehrendoktorwürde von The Open University
- 2010: zum Fellow of the Royal Society of Literature (RSL) gewählt
- 2017: mit der Benson Medal ausgezeichnet
- 2017: Dame Commander des Order of the British Empire (DBE)

## Publikationen
- Lebanese Washing Stories, New Writing 5, The British Council/Vintage 1996
- Gemeinsam mit Craig Raine (Hg.): New Writing 7, The British Council/Vintage 1998
- Gemeinsam mit Colm Tóibín: The Modern Library: The Best 200 Novels in English since 1950, Picador 1999
- Bad Faith: A Forgotten History of Family & Fatherland, Jonathan Cape & Alfred A. Knopf, 2006
- Oh Happy Day – Those Times and These Times. 2020

## Einzelbelege
1. ↑  British Library: Introduction: Spare Rib – the first nine years
2. ↑  British Library: Spare Rib and the underground press (Memento des Originals vom 4. November 2016 im Internet Archive)  Info: Der Archivlink wurde automatisch eingesetzt und noch nicht geprüft. Bitte prüfe Original- und Archivlink gemäß Anleitung und entferne dann diesen Hinweis.
3. ↑  The Guardian vom 11. Juni 2018: How we made: Spare Rib magazine
4. ↑  Internet Archive: Spare Rib Magazine (viele Ausgaben zum Lesen und Downloaden)
5. ↑  The Herald vom 19. Oktober 2022: Obituary: Carmen Callil, publisher whose Virago Press transformed the literary landscape
6. ↑  YouTube: BBC World Service: “I started a publishing revolution”
7. ↑  YouTube: Carmen Callil @ 5x15 – On Virago
8. ↑  The International Who's Who of Women 2002. 3. Ed. (Ed. Elizabeth Sleeman), S. 87
9. ↑  The Guardian vom 18. Oktober 2022: Dame Carmen Callil obituary
10. ↑  Ursprünglich lautete der Name von Peter Callil: Butros Kahlil Fahkry. Bei der Einwanderung wurde er in Peter Callil anglisiert. Abb. In: Carmen Callil: Oh Happy Day: Those Times and These Times. Dublin 2020, S. 273
11. ↑  Carmen Callil: Oh Happy Day: Those Times and These Times. Dublin 2020, S. 272f.
12. ↑  Abb. In Carmen Callil: Oh Happy Day: Those Times and These Times. Dublin 2020, S. 273
13. ↑  Alle Angaben nach den Stammbäumen in Carmen Callil: Oh Happy Day: Those Times and These Times. Dublin 2020, S. xii und Appendices: Family Trees, S. 283ff.
14. ↑  The Independent vom 4. Juni 1993: Profile: Virago was the only name to pick: Carmen Callil, no ordinary feminist publisher
15. ↑  London Socialist Historians 18. Oktober 2022: Carmen Callil has died aged 84
16. ↑  The Guardian vom 26. April 2008: The stories of our lives
17. ↑  London Socialist Historians 18. Oktober 2022: Carmen Callil has died aged 84
18. ↑  The Independent vom 4. Juni 1993: Profile: Virago was the only name to pick: Carmen Callil, no ordinary feminist publisher
19. ↑  The Independent vom 30. Oktober 2022: Carmen Callil: Pioneering feminist publisher behind Virago Press
20. ↑  Carmen Callil: Oh Happy Day: Those Times and These Times. Dublin 2020, S. 281.
21. ↑  The Independent vom 4. Juni 1993: Profile: Virago was the only name to pick: Carmen Callil, no ordinary feminist publisher
22. ↑  Carmen Hill berichtet darüber in ihrem Buch: “Bad Faith – A Forgotten History of Family, Fatherland and Vichy France.” New York 2006, Prologue, xxv
23. ↑  The Buffalo News (New York Times) 31. Oktober 2022: Carmen Callil, founder of feminist press Virago, dies at 84 – July 15, 1938 – Oct. 17, 2022
24. ↑  The Age vom 8. April 2006: And so begins the third act
25. ↑  Wegen ihres Selbstmordversuchs begab sie sich sieben Jahre lang in die Behandlung der Psychiaterin Dr. Anne Darquier (* 1930 - † 1970). Während Anne Darquier bei Carmen Callil erreichen konnte, dass sie “started to live in the world, like other people”, war sie selbst gefährdet und beging im September 1970 Selbstmord (Carmen Callil: “Bad Faith – A Forgotten History of Family, Fatherland and Vichy France.” New York 2006, Prologue, xxv).
Als Callil bei der Beerdigung von Anne Darquier sah, dass diese unter einem anderen Namen, nämlich Anne Darquier de Pellepoix, beerdigt wurde, begann sie über deren Vergangenheit nachzuforschen und erfuhr, dass Anne Darquiers Vater Louis Darquier de Pellepoix war, der während des Vichy-Regimes Vorsitzender des Generalkommissariats für Judenfragen und u. a. am so genannten Rafle du Vélodrome d’Hiver beteiligt gewesen war.
Callils ausgedehnte Recherchen führten dann zu dem o. g. Buch: Carmen Callil: “Bad Faith – A Forgotten History of Family, Fatherland and Vichy France.” New York 2006
26. ↑  London Socialist Historians 18. Oktober 2022: Carmen Callil has died aged 84
27. ↑  Carmen Callil: Oh Happy Day: Those Times and These Times. Dublin 2020, S. 289.
28. ↑  The Bookseller 18. Oktober 2022: Carmen Callil, Virago founder and author, dies aged 84
29. ↑  The Herald vom 19. Oktober 2022: Obituary: Carmen Callil, publisher whose Virago Press transformed the literary landscape
30. ↑  The Buffalo News (New York Times) 31. Oktober 2022: Carmen Callil, founder of feminist press Virago, dies at 84 – July 15, 1938 – Oct. 17, 2022
31. ↑  The Bookseller 8. Juni 2022: Virago founder Callil thanks women behind the scenes as press celebrates 50th year
32. ↑  Quartet Books – Homesite
33. ↑  The Herald vom 19. Oktober 2022: Obituary: Carmen Callil, publisher whose Virago Press transformed the literary landscape
34. ↑  The Herald vom 19. Oktober 2022: Obituary: Carmen Callil, publisher whose Virago Press transformed the literary landscape
35. ↑  The Guardian vom 18. Oktober 2022: Dame Carmen Callil obituary
36. ↑  The Guardian vom 26. April 2008: The stories of our lives . Das Buch von Antonia White wurde dann auch 1978 im Virago Verlag erneut publiziert
37. ↑  The Buffalo News (New York Times) 31. Oktober 2022: Carmen Callil, founder of feminist press Virago, dies at 84 – July 15, 1938 – Oct. 17, 2022
38. ↑  RCW Literary agents: Announcing the passing of Carmen Callil
39. ↑  The Herald (Scotland) 19. Oktober 2022: Obituary: Carmen Callil, publisher whose Virago Press transformed the literary landscape
40. ↑  The Bookseller 18. Oktober 2022: Carmen Callil, Virago founder and author, dies aged 84

| Personendaten    | Personendaten                                                     |
| ---------------- | ----------------------------------------------------------------- |
| NAME             | Callil, Carmen                                                    |
| ALTERNATIVNAMEN  | Callil, Carmen Thérèse (vollständiger Name)                       |
| KURZBESCHREIBUNG | australische Verlegerin, Schriftstellerin und Literaturkritikerin |
| GEBURTSDATUM     | 15. Juli 1938                                                     |
| GEBURTSORT       | Melbourne, Victoria, Australien                                   |
| STERBEDATUM      | 17. Oktober 2022                                                  |
| STERBEORT        | London, England                                                   |